# Fuscidea lowensis
Fuscidea lowensis är en lavart som först beskrevs av Hugo Magnusson., och fick sitt nu gällande namn av R. A. Anderson & Hertel. Fuscidea lowensis ingår i släktet Fuscidea och familjen Fuscideaceae.   Inga underarter finns listade i Catalogue of Life.